# Ali Fazal
Ali Fazal (in hindī अली फज़ल; Lucknow, 15 ottobre 1986) è un attore indiano.

## Biografia
Nato a Lucknow in una famiglia di classe media, Fazal ha vissuto la sua infanzia nella casa dei nonni materni con la madre. Dopo essersi trasferito a Mumbai si è laureato in economia al St. Xavier's College. La carriera di Fazal ha avuto inizio nel 2008, anno in cui ha recitato un piccolo ruolo nel film britannico Amore in linea. Successivamente ha fatto il suo debutto a Bollywood nella commedia del 2009 3 Idiots. Il successo è arrivato nel 2013 col film indiano Fukrey, un punto di svolta importante della sua carriera poiché grazie a questa sua interpretazione ha ricevuto molte offerte per altri ruoli principali. Nel 2014 The Times of India lo ha compreso nella lista degli "Uomini più desiderabili dell'anno".
Nel 2015 ha fatto il suo debutto a Hollywood nel film d'azione Fast & Furious 7, vestendo i panni di Safar, un meccanico amico di Megan Ramsey, personaggio interpretato da Nathalie Emmanuel. Oltre alla recitazione Fazal è impegnato anche nel sociale, nel 2015 ha sostenuto organizzazioni di beneficenza per creare consapevolezza sul cancro e raccogliere fondi per i bambini che combattono la malattia. Nello stesso anno ha partecipato alla raccolta fondi per le vittime del terremoto in Nepal. Sempre nel 2015 ha inoltre preso parte all'organizzazione di una gara di dragster a Lonavala in memoria di Paul Walker.

## Filmografia

### Cinema
- Ek Tho Chance, regia di Saeed Akhtar Mirza (2009)
- Always Kabhi Kabhi, regia di Roshan Abbas (2011)
- Fukrey, regia di Mrighdeep Lamba (2013)
- Baat Bann Gayi, regia di Shuja Ali (2013)
- Bobby Jasoos, regia di Samar Shaikh (2014)
- Sonali Cable, regia di Charudutt Acharya (2014)
- Khamoshiyan, regia di Karan Darra (2015)
- For Here or to Go?, regia di Rucha Humnabadkar (2015)
- Fast & Furious 7 (Furious 7), regia di James Wan (2015)
- Da Tang Xuan Zang, regia di Jianqi Huo (2016)
- Happy Bhag Jayegi, regia di Mudassar Aziz (2016)
- Vittoria e Abdul (Victoria & Abdul), regia di Stephen Frears (2017)
- Fukrey Returns, regia di Mrighdeep Lamba (2018)
- Happy Phirr Bhag Jayegi, regia di Mudassar Aziz (2018)
- Assassinio sul Nilo (Death on the Nile), regia di Kenneth Branagh (2022)
- Operazione Kandahar (Kandahar), regia di Ric Roman Waugh (2023)

### Televisione
- Bollywood Hero - serie TV, episodi 1x01, 1x02 e 1x03 (2009)
- Bang Baaja Baaraat - serie TV, 5 episodi (2015)
- Mirzapur - serie TV, 9 episodi (2018)

### Cortometraggi
- Sleeping Awake, regia di Manav Yadav (2010)
- According to Plan A, regia di Anuj Nijhawan (2011)
- Cheers, regia di Piyush Raghani (2015)

## Doppiatori italiani
Nelle versioni in italiano delle opere in cui ha recitato, Ali Fazal è stato doppiato da:
- Gianfranco Miranda in Vittoria e Abdul
- Roberto Gammino in Fast & Furious 7
- Paolo De Santis in Assassinio sul Nilo
- Gabriele Lopez in Operazione Kandahar